# Liste der Geschichtsschreiber des Christlichen Orients
Die Geschichte des Christlichen Orients wurde überliefert von mehreren, meist christlichen Chronisten und Historikern. Ihre Werke dienen heute noch als historische Quellen. In den Chroniken wird die Kirchengeschichte aber auch die Weltgeschichte beschrieben. Einige Chronisten waren zunächst Anwalt (Socrates Scholasticus, Hermeias Sozomenos), einige unter ihnen Mönche (Johannes bar Penkaje, Matthias von Edessa, Rufinus von Aquileia) oder Sekretäre von Bischöfen und Patriarchen bzw. einige waren selber Bischöfe (Theodoret, Wilhelm von Tyrus).

## Liste von Geschichtsschreibern

### Orient
- Sextus Iulius Africanus (um 160; † um 240) Begründer der christlichen Chronographie
- Eusebius von Caesarea (* 260–264; † 337–340), Bischof und Kirchenhistoriker
- Theodoret (* 393; † um 460) Bischof, Theologe und Kirchenhistoriker.
- Rufinus von Aquileia (* ca. 345; † 411/412) Mönch, Historiker und Theologe.
- Josua Stylites (6. Jh.) überlieferter Name des Verfassers einer Chronik (Pseudo-Josua).
- Johannes bar Penkaje (7. Jh.) Mönch der ostsyrischen Kirche des Ostens.
- Daniel bar Maryam (7. Jh.) ostsyrische Kirchengeschichtsschreiber
- al-Masudi, (8. Jh.) Geschichtsschreiber über Hunayn
- Jakob von Edessa († 708) berühmter syrischer Gelehrter, Theologe und Schriftsteller.
- Theophilos von Edessa (* 695; † 785) syrischer Gelehrter und Chronist
- Pseudo-Dionysius von Tell Mahre (9. Jh.) syrischer Chronist
- Elias von Nisibis (10. Jh.) Metropolit der ostsyrischen Kirche des Ostens und Schriftsteller
- Matthias von Edessa Mönch seine Chronik beschreibt die Jahre 952–1136
- Wilhelm von Tyrus (12. Jh.) Erzbischof und Geschichtsschreiber der Kreuzzüge
- Mari ibn Sulaiman (12. Jh.) ostsyrischen Geschichtsschreibers
- Amr ibn Matta (14. Jh.) Geschichtsschreiber
- Michael Syrus (1166–1199, Mika'el I.), »der Syrer« oder »der Große«, syrisch-orthodoxer Patriarch und Kirchenhistoriker des Mittelalters
- Chronik von Edessa
- Chronik von Zuqnin
- Chronik von Arbela

### Byzanz
- Ammianus Marcellinus (* um 330 in Antiochia/Syrien; † um 395) römischer Historiker, spätantiker Geschichtsschreiber, Nichtchrist
- Sokrates Scholastikos (* ca. 380; † um 440) Anwalt und Kirchenhistoriker
- Sozomenos († um 450) spätantiker Kirchenhistoriker.
- Johannes Malalas (* 490; † 570) oströmischer Historiker
- Prokopios von Caesarea (* um 500; † um 562) spätantiker Geschichtsschreiber
- Johannes von Ephesos (* ca. 507; † 587) Kirchenhistoriker
- Euagrios Scholastikos (griech. Euagrios Scholastikos) (* um 535; † 600) spätantiker Kirchenhistoriker
- Agathias (Beiname Scholastikos; * um 536 in Myrina in Kleinasien; † um 582 in Konstantinopel) war ein oströmischer Historiker und Dichter.
- Johannes Moschos um * 540 oder 550 + 620 Wandermönch, Schriftsteller, Historiker
- Theophylakt Simokattes Geschichtsschreiber über die Feldzüge von Kaiser Maurikios (582–602)
- Johannes von Antiochia, spätantiker Historiker, der im 7. Jahrhundert n. Chr. schrieb.
- Georgios Synkellos, († 810) Synkellos, Historiker
- Theophanes, (* 760; † 817/8) Mönch und Geschichtsschreiber
- Theophanes Continuatus Sammlung von Chroniken (von 813 bis 961), Fortführung der Chronik des Theophanes
- Ioseph Genesios Historiker,  ersten Hälfte des 10. Jahrhunderts
- Johannes Skylitzes (11. Jh.) byzantinischer Historiker
- Georgios Kedrenos (latinisiert Georgius Cedrenus) (11./12. Jh.) byzantinischer Historiker
- Johannes Zonaras (11. Jh.) byzantinischer Historiker, Kanonist und Jurist
- Chronicon Paschale um 630, christliche Weltchronik von 6000 Jahre vor Chr. bis 629 n. Chr.
- Georgios Pachymeres (* 1242; † 1310) Historiker, Priester und Schriftsteller

### Kaukasien
- Moses von Choren, (5. Jh.) armenischer Geschichtsschreiber
- Agathangelos, (um 491) Pseudonym des Autors einer entstandenen romanhaften Geschichte der armenischen Christianisierung
- Sebeos (7. Jh.) armenischer Bischof und Historiker
- Smbat Sparapet (1208–1276) war ein mittelalterlicher armenischer Chronist
- Hethum von Korykos (* 1230/45; † nicht vor 1309), armenischer Geschichtsschreiber
- Eremya Çelebi Kömürciyan (1637–1695 Konstantinopel) armenischer Dichter, Historiker

## Neuzeit
- Kamal Salibi (1929–2011) libanesischer Historiker, Experte für Arabische Geschichte